# Wydział Inżynierii Mechanicznej i Mechatroniki Zachodniopomorskiego Uniwersytetu Technologicznego w Szczecinie
Wydział Inżynierii Mechanicznej i Mechatroniki Zachodniopomorskiego Uniwersytetu Technologicznego w Szczecinie – jeden z jedenastu wydziałów Zachodniopomorskiego Uniwersytetu Technologicznego w Szczecinie. Jego siedziba znajduje się modernistycznym budynku przy alei Piastów 19, wybudowanym w 1939 r. z przeznaczeniem na Urząd Finansowy.

## Kierunki kształcenia
Dostępne kierunki:
- Energetyka (studia I i II stopnia)
- Inżynieria materiałowa (studia I i II stopnia)
- Inżynieria materiałowa w języku angielskim (studia II stopnia)
- Inżynieria transportu (studia I i II stopnia)
- Mechanika i budowa maszyn (studia I i II stopnia)
- Mechanika i robotyzacja przemysłu (studia I i II stopnia)
- Mechatronika (studia I i II stopnia)
- Mechanika i robotyzacja przemysłu (studia I stopnia)
- Technologie materiałowe i spawalnicze (studia I stopnia)
- Zarządzanie i inżynieria produkcji (studia I i II stopnia)
- Inżynieria spawalnictwa w zakresie kompetencji IWE (studia podyplomowe)
- Menedżer i audytor systemu zarządzania jakością (studia podyplomowe)

## Władze Wydziału
W kadencji 2024–2028:
| Stanowisko | Imię i nazwisko                        |
| --- | -------------------------------------- |
| Dziekan | Dr hab. inż. Marcin Chodźko - prof ZUT |
| Prodziekan ds. organizacji i rozwoju | prof. dr hab. inż. Jolanta Baranowska  |
| Prodziekan ds studenckich i kształcenia (Kierunki: Inżynieria Materiałowa, Mechanika i Budowa Maszyn, Mechatronika)                                                                                         | dr inż. Małgorzata Garbiak             |
| Prodziekan ds studenckich i kształcenia (Kierunki: Energetyka, Inżynieria Produkcji w Przemyśle 4.0, Zarządzanie i Inżynieria Produkcji, Inżynieria Pojazdów Bojowych i Specjalnych, Inżynieria Transportu) | dr inż. Paweł Gnutek                   |
| Prodziekan ds studenckich i kształcenia (studia niestacjonarne) | dr inż. Piotr Pawlukowicz              |

## Struktura organizacyjna

### Katedry
| Katedra                            | Kierownik                          |
| ---------------------------------- | ---------------------------------- |
| Katedra Eksploatacji Pojazdów      | dr hab. inż. Karol F. Abramek      |
| Katedra Mechaniki                  | dr hab. inż. Magdalena Urbaniak    |
| Katedra Mechatroniki               | dr hab. inż. Piotr Pawełko         |
| Katedra Technologii Energetycznych | prof. dr hab. inż. Jacek Eliasz    |
| Katedra Technologii Materiałowych  | dr hab. inż. Magdalena Kwiatkowska |
| Katedra Technologii Wytwarzania    | prof. dr hab. inż. Bartosz Powałka |